# Врачевић
Врачевић је насеље у Србији у општини Лајковац у Колубарском округу. Према попису из 2022. било је 713 становника.

## Демографија
У насељу Врачевић живи 810 пунолетних становника, а просечна старост становништва износи 42,9 година (41,1 код мушкараца и 44,6 код жена). У насељу има 322 домаћинства, а просечан број чланова по домаћинству је 3,16.
Ово насеље је великим делом насељено Србима (према попису из 2002. године), а у последња три пописа, примећен је пад у броју становника.
Према харачком тефтеру из 1818. године, село је имало 39 домаћинстава и 125 личности које су плаћале харач. Године 1866. у селу је било 76 домаћинстава са 581 становником. По попису од 1874. године, село је имало 84 домаћинства и 626 становника. Године 1884. у селу је било 96 домаћинстава и 683 становника, а 1890. године 108 домаћинстава са 780 становника. Попис од 1895. године бележи да је у селу живело 818 становника у 119 домаћинстава. Године 1900. у селу је 134 домаћинства и 931 становник. Ппема попису из 2011. године, село има 872 становника.Укупно пописаних лица је 932. Укупан број домаћинстава је 298, а укупан број станова 391.60 лица је пописано да живи у иностранству.
|  |

| Демографија | Демографија | Демографија |
| Година      | Становника  | Становника  |
| ----------- | ----------- | ----------- |
| 1948.       | 1.517       |             |
| 1953.       | 1.540       |             |
| 1961.       | 1.462       |             |
| 1971.       | 1.389       |             |
| 1981.       | 1.236       |             |
| 1991.       | 1.174       | 1.111       |
| 2002.       | 1.019       | 1.081       |

| Етнички састав према попису из 2002.‍ | Етнички састав према попису из 2002.‍ | Етнички састав према попису из 2002.‍ | Етнички састав према попису из 2002.‍ | Етнички састав према попису из 2002.‍ |
| ------------------------------------ | ------------------------------------ | ------------------------------------ | ------------------------------------ | ------------------------------------ |
|                                      |                                      |                                      |                                      |                                      |
| Срби                                 | Срби                                 |                                      | 1.015                                | 99,60%                               |
| Македонци                            | Македонци                            |                                      | 1                                    | 0,09%                                |
| непознато                            | непознато                            |                                      | 3                                    | 0,29%                                |

| Година пописа     | 1948. | 1953. | 1961. | 1971. | 1981. | 1991. | 2002. |
| ----------------- | ----- | ----- | ----- | ----- | ----- | ----- | ----- |
| Број домаћинстава | 271   | 285   | 316   | 317   | 322   | 315   | 322   |

| Број чланова      | 1  | 2  | 3  | 4  | 5  | 6  | 7  | 8 | 9 | 10 и више | Просек |
| ----------------- | -- | -- | -- | -- | -- | -- | -- | - | - | --------- | ------ |
| Број домаћинстава | 70 | 85 | 42 | 49 | 27 | 29 | 14 | 5 | 0 | 1         | 3,16   |

| Пол    | Укупно | Неожењен/Неудата | Ожењен/Удата | Удовац/Удовица | Разведен/Разведена | Непознато |
| ------ | ------ | ---------------- | ------------ | -------------- | ------------------ | --------- |
| Мушки  | 415    | 99               | 268          | 33             | 14                 | 1         |
| Женски | 437    | 50               | 269          | 109            | 5                  | 4         |
| УКУПНО | 852    | 149              | 537          | 142            | 19                 | 5         |

| Пол    | Укупно                    | Пољопривреда, лов и шумарство | Рибарство                            | Вађење руде и камена | Прерађивачка индустрија       |
| ------ | ------------------------- | ----------------------------- | ------------------------------------ | -------------------- | ----------------------------- |
| Мушки  | 265                       | 137                           | 0                                    | 32                   | 42                            |
| Женски | 127                       | 88                            | 0                                    | 1                    | 5                             |
| УКУПНО | 392                       | 225                           | 0                                    | 33                   | 47                            |
| Пол    | Производња и снабдевање   | Грађевинарство                | Трговина                             | Хотели и ресторани   | Саобраћај, складиштење и везе |
| Мушки  | 2                         | 12                            | 6                                    | 2                    | 9                             |
| Женски | 0                         | 0                             | 9                                    | 2                    | 1                             |
| УКУПНО | 2                         | 12                            | 15                                   | 4                    | 10                            |
| Пол    | Финансијско посредовање   | Некретнине                    | Државна управа и одбрана             | Образовање           | Здравствени и социјални рад   |
| Мушки  | 0                         | 1                             | 7                                    | 4                    | 4                             |
| Женски | 0                         | 2                             | 4                                    | 7                    | 2                             |
| УКУПНО | 0                         | 3                             | 11                                   | 11                   | 6                             |
| Пол    | Остале услужне активности | Приватна домаћинства          | Екстериторијалне организације и тела | Непознато            | Непознато                     |
| Мушки  | 1                         | 0                             | 0                                    | 6                    | 6                             |
| Женски | 4                         | 0                             | 0                                    | 2                    | 2                             |
| УКУПНО | 5                         | 0                             | 0                                    | 8                    | 8                             |

## Историја
Према историчару Радовану Драшковићу, Врачевић се први пут помиње 1717. године, у једном аустријском државном попису. У селу су тада живеле свега две особе или породице. Током 18. и 19. века село насељавају породице из околине Сјенице, Старог Влаха, Црне Горе, Босне и са Косова (фамилије Врачевића, Костића, Жујовића, Жунића, Обрадовића, Крговића ...).
Село је током 19. века дало више знаменитих личности: проту Радојицу Жујовића, Живојина Жујовића, Владимира Жујовића - Шиљу, народног посланика Љубу Молеровића, потпуковника Богољуба Молеровића и више свештеника.
Иако се дуго веровало да назив села потиче од старе породице Врачевића, која је по предању прва населила Врачевић, данас се поуздано претпоставља да име села потиче од старог српског имена - Радац. Старији облик назива села је Рачевићи, па отуда: Радчевићи - Ратчевићи - Рачевићи.